# Głuchów (powiat turecki)
Głuchów – wieś w Polsce położona w województwie wielkopolskim, w powiecie tureckim, w gminie Kawęczyn.
W latach 1975–1998 miejscowość należała administracyjnie do województwa konińskiego.

## Kościół i parafia
W 1783 roku, miejscowy dziedzic Tomasz Gałczyński wybudował drewniany kościół, który przetrwał do 1919 roku, kiedy to spłonął. Parafia nabyła spichlerz i na jego bazie powstał w okresie międzywojennym nowy kościół parafialny. W latach 1959–1960 dobudowano zakrystię. W latach 1972–1980 kościół został gruntownie odnowiony, a w 1981 konsekrowany. Za proboszcza ks. Stanisława Kiermasza, wysiłkiem parafian powstała kaplica przedpogrzebowa i wzniesiono nową plebanię.
Cmentarz grzebalny o powierzchni 0,55 ha położony jest w odległości około 200 metrów od kościoła przy trasie wojewódzkiej w kierunku Tokar.